# Benedikt Strobel
Benedikt Strobel (* 1979 in Stuttgart) ist ein deutscher Philosoph, Philosophiehistoriker und Hochschullehrer. Sein Forschungsschwerpunkt liegt auf Platon, Aristoteles, Aristotelismus und Platonismus der Kaiserzeit und Spätantike sowie analytischer Philosophie.

## Leben
Strobel machte 1998 sein Abitur. 1998 bis 1999 studierte er Latein und Griechisch an der Ludwig-Maximilians-Universität München auf Lehramt. Von 1999 bis 2000 macht er ein Magisterstudium in Philosophie, Griechisch und Neurer Deutscher Literatur an der Humboldt-Universität zu Berlin. 2000 bis 2003 absolvierte er ein Magisterstudium in Philosophie und Griechisch an der Universität Heidelberg. Seine Magisterarbeit hatte den Titel Platons Theorie der ἀρχὴ ἀνυπόθετος. 2003 bis 2005 absolvierte er ein Promotionsstudium an der Universität Bern. Seine gesamte Studienzeit wurde er von der Studienstiftung des Deutschen Volkes gefördert. Seine Dissertation trug den Titel Dieses (τόδε τι) und So etwas (τοιόνδε). Untersuchungen zur Frage, welcher Art Gegenstände platonische Formen sind. 2006 bis 2009 war er wissenschaftlicher Mitarbeiter an der Universität Würzburg. Vom Sommersemester 2007 bis zum Wintersemester 2008/09 lehrte er am Philosophischen Seminar der Universität Göttingen. Von 2009 bis 2016 war er Juniorprofessor für die Philosophie der Antike der Universität Trier.
2011 wurde Strobel zum Mitglied der Academia Platonica Septima Monasteriensis gewählt. 2013 bis 2014 war Strobel von der Juniorprofessur zur Wahrnehmung eines Forschungsstipendiums der Trebuth-Stiftung beurlaubt. Seit dem Sommersemester 2016 ist Strobel Professor an der Universität Trier.

## Monographien
- »Dieses« und »So etwas«. Zur ontologischen Klassifikation platonischer Formen (Hypomnemata, Bd. 168), Göttingen: Vandenhoeck & Ruprecht 2007.
- Proklos, Tria opuscula. Textkritisch kommentierte Retroversion der Übersetzung Wilhelms von Moerbeke (Commentaria in Aristotelem Graeca et Byzantina, Bd. 6), Berlin / Boston: De Gruyter 2014.
- mit Philipp Brüllmann, Anna Schriefl, Simon Weber: Einführung in die antike Philosophie. J.-B.-Metzlersche Verlagsbuchhandlung und Carl-Ernst-Poeschel-Verlag, Stuttgart 2024, ISBN 978-3-476-02662-0.